# Maurice Paul
Maurice Paul (* 3. Februar 1992 in Dieburg) ist ein ehemaliger deutscher Fußballtorwart.

## Karriere
Maurice Paul begann mit dem Fußball in der Jugend des TV Semd. Von dort ging er in die Jugend von Eintracht Frankfurt. Am 27. April 2009 wurde bekannt, dass er zur Saison 2009/10 von der Jugend des damaligen Bundesligisten in die Profimannschaft des Drittligisten Kickers Offenbach wechseln wird.
Anfangs spielte Paul für die zweite Mannschaft in der viertklassigen Hessenliga. Erstmals eingesetzt wurde er am 17. Spieltag: Am 25. Oktober 2009 stand er für das Spiel gegen den VfB Marburg in der Anfangself. In der 29. Minute hielt er beim Stande von 0:0 einen Elfmeter von Masih Saighani. In der Folgezeit wurde er Stammtorwart und kam im Saisonverlauf zu 17 Einsätzen. Paul kam in der Folgesaison zu 18 Einsätze. In der 3.-Liga-Saison 2011/12 spielte er zum ersten Mal als Profi. Am ersten Spieltag wurde Paul im Spiel gegen den 1. FC Heidenheim in der 61. Minute beim Stande von 1:1 für den verletzten Stammtorwart Robert Wulnikowski eingewechselt. An der Offenbacher Fan-Ikone Wulnikowski kam er jedoch auf Dauer nicht vorbei und nachdem sein Vertrag beim OFC im Sommer 2012 auslief, schloss sich Maurice Paul im Oktober 2012 dem Regionalligisten VfB Germania Halberstadt an. Dort wurde ihm eine Verlängerung seines Vertrages zur Saison 2013/2014 angeboten, welches er jedoch nicht angenommen hatte.
Im Januar 2014 schloss sich Paul bis Saisonende dem Regionalligisten TuS Koblenz an. Für Koblenz absolvierte Paul jedoch kein einziges Pflichtspiel und erhielt zur Saison 2014/15 keinen neuen Vertrag. Paul wechselte daraufhin die Verbandsliga Hessen und schloss sich dem SC Hessen Dreieich an.
Der frühere Handball-Nationalspieler Michael Paul ist sein Onkel.